# Hubert Ermisch
Hubert Maximilian Ermisch, född 23 juni 1850 i Torgau, död 6 april 1932 i Dresden, var en sachsisk historiker. 
Ermisch blev 1875 arkivarie vid statsarkivet i Dresden, 1880 arkivråd och 1898 regeringsråd. Han var 1907–20 direktör för statsbiblioteket i Dresden. Från 1880 utgav han "Neues Archiv für sächsische Geschichte und Altertumskunde". Bland hans skrifter märks Das sächsische Bergrecht des Mittelalters (1887), Das Freiberger Stadtrecht (1889) och Die Dohnasche Fehde (1901).